# Ohnišťovice
Ohnišťovice (deutsch Wonischen) ist ein westböhmisches Dorf und Ortsteil der Gemeinde Poběžovice im Okres Domažlice.

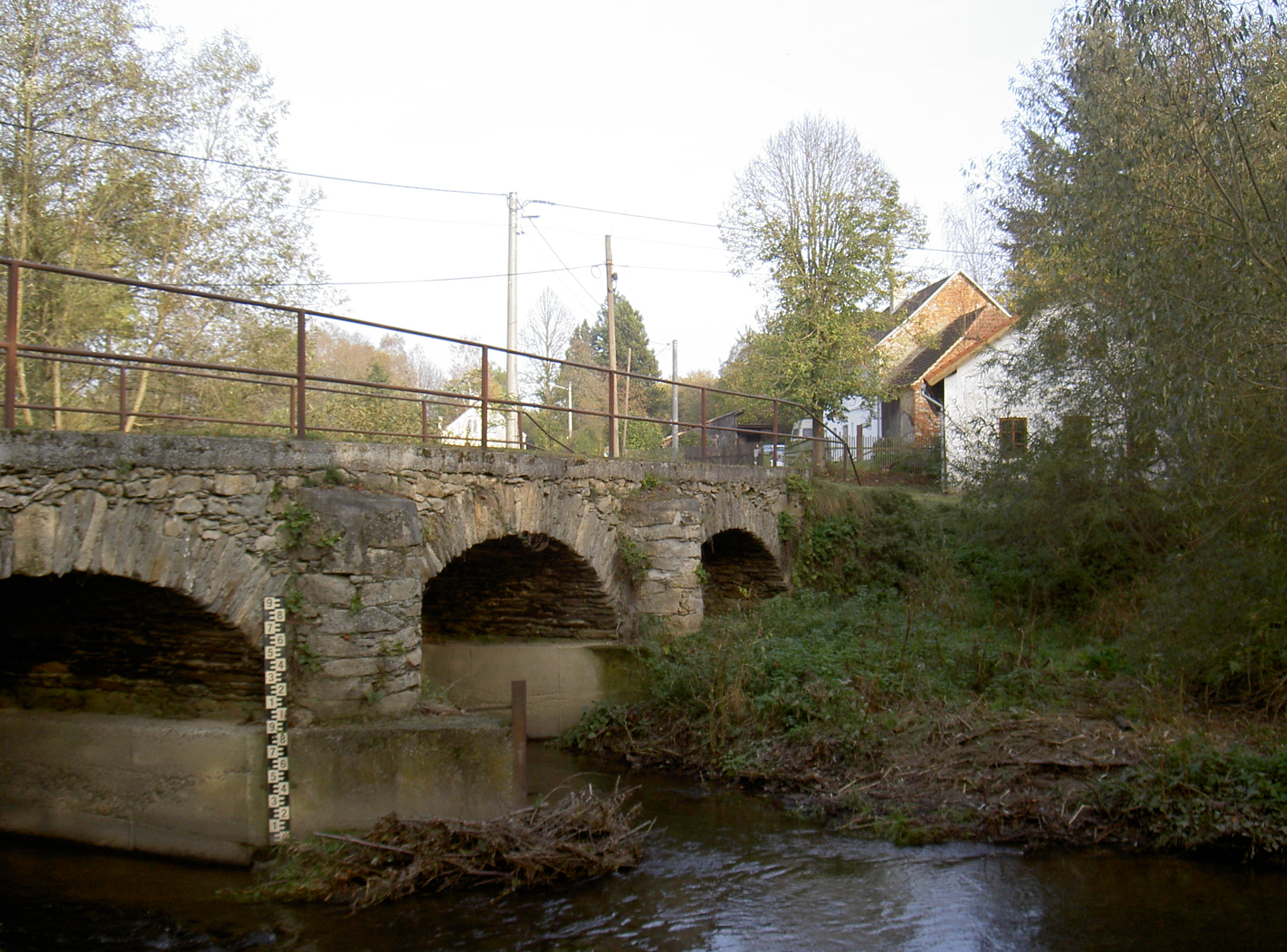
Wonischen (Ohnišťovice)

## Geografie
Ohnišťovice liegt 4,5 Kilometer südöstlich von Poběžovice am Ufer des Černý potok (deutsch: Schwarzbach), der ungefähr 20 Kilometer weiter südlich an den Hängen des Čerchovs entspringt und bei Ohnišťovice mehrere große Weiher speist.
Etwa einen Kilometer nordöstlich von Ohnišťovice mündet die Pivoňka von Poběžovice her kommend in den Černý potok.
Nach weiteren 10 Kilometern mündet der Černý potok am westlichen Ortsrand von Horšovský Týn in die Radbuza.
Bei Ohnišťovice kommen Smaragditgabbro, Feldspat und Pegmatit mit eingelagerten Granaten und Beryllen vor.

## Geschichte
Das gesamte Radbuza-Gebiet samt seinen Nebentälern wurde bereits vor dem Jahr 1000 von Slawen besiedelt. Der Name Ohnišťovice kommt von tschechisch: ohniště = Feuerstätte, Feuerstelle, Brandstätte und muss als ursprünglich angesehen werden. Das deutsche Wonischen wurde klanglich dem Wort Ohnišťovice nachempfunden. Hierzu muss man wissen, dass im lokalen böhmischen Dialekt auch heute noch alle mit O beginnenden Worte mit deutlich gesprochenem W-Anlaut versehen werden. Also z. B. aus on (= er) wird gesprochen won oder aus osel (= Esel) wird gesprochen wosel.
1186 wurde Wonischen erstmals schriftlich erwähnt.
1537 gehörte Wonischen zu Ronsperg. Der damalige Besitzer war Albrecht von Guttenstein. Er verpfändete Ronsperg mit Wonischen und anderen Dörfern auf 6 Jahre an Bohuslaw Barchanetz von Ottow.
1656 hatte Wonischen 5 Bauern, 4 Chalupner, einen Gärtner, 23 Gespanne, 7 Kühe, 20 Stück Jungvieh, 54 Schafe und 34 Schweine.
1880 wurde eine dreibogige Steinbrücke über den Schwarzbach gebaut, die die Große Seite am linken Ufer mit der Kleinen Seite am rechten Ufer verbindet.
1789 hatte Wonischen 26 Häuser, 1839 hatte es 35 Häuser und 1939 44 Häuser mit 251 Einwohnern. Es gab 14 Bauern mit Betrieben von 18 bis 36 ha, 17 Kleinlandwirte (bis 8 ha), einen Gastwirt, einen Schneider, ein Lebensmittelgeschäft und einen Schmied.
Viele Einwohner arbeiteten in den nahen Spatgruben, aus denen jährlich gegen 1000 Waggons Feldspat und Quarz gefördert wurden.
Wonischen gehörte zur Pfarrei Meclov, hatte aber eine eigene Volksschule.
Nach dem Münchner Abkommen wurde Wonischen dem Deutschen Reich zugeschlagen und gehörte bis 1945 zum Landkreis Bischofteinitz.